# Ronny Scholz
Ronny Scholz (Forst, Brandenburg, 24 d'abril de 1978) és un ciclista alemany, professional del 2001 al 2009.
En el seu palmarès destaca la victòria a la Volta a Renània-Palatinat.

## Palmarès
- 2001
  - 1r a la Volta a Schynberg
- 2002
  - 1r a la Volta a Renània-Palatinat
- 2003
  - Vencedor d'una etapa de la Volta a la Baixa Saxònia
  - Vencedor d'una etapa de la Rothaus Regio-Tour
- 2005
  - 1r a la Volta a Nuremberg

### Resultats al Giro d'Itàlia
- 2003. Abandona
- 2006. Abandona
- 2009. Abandona

### Resultats al Tour de França
- 2004. 53è de la classificació general
- 2005. 91è de la classificació general
- 2006. 96è de la classificació general
- 2007. 81è de la classificació general
- 2008. 93è de la classificació general